# عزلة عيال حاتم (عمران)

تعديل مصدري - تعديل

عزلة عيال حاتم هي إحدى عزل مديرية جبل عيال يزيد في محافظة عمران اليمنية ويبلغ تعداد سكانها 24033 نسمة حسب التعداد السكاني في اليمن لعام 2004.

## روابط خارجية
- الجهاز المركزي للإحصاء بالجمهورية اليمنية
- المركز الوطني للمعلومات باليمن
- World Gazetteer:Yemen
- الدليل الشامل